# 웅대적운

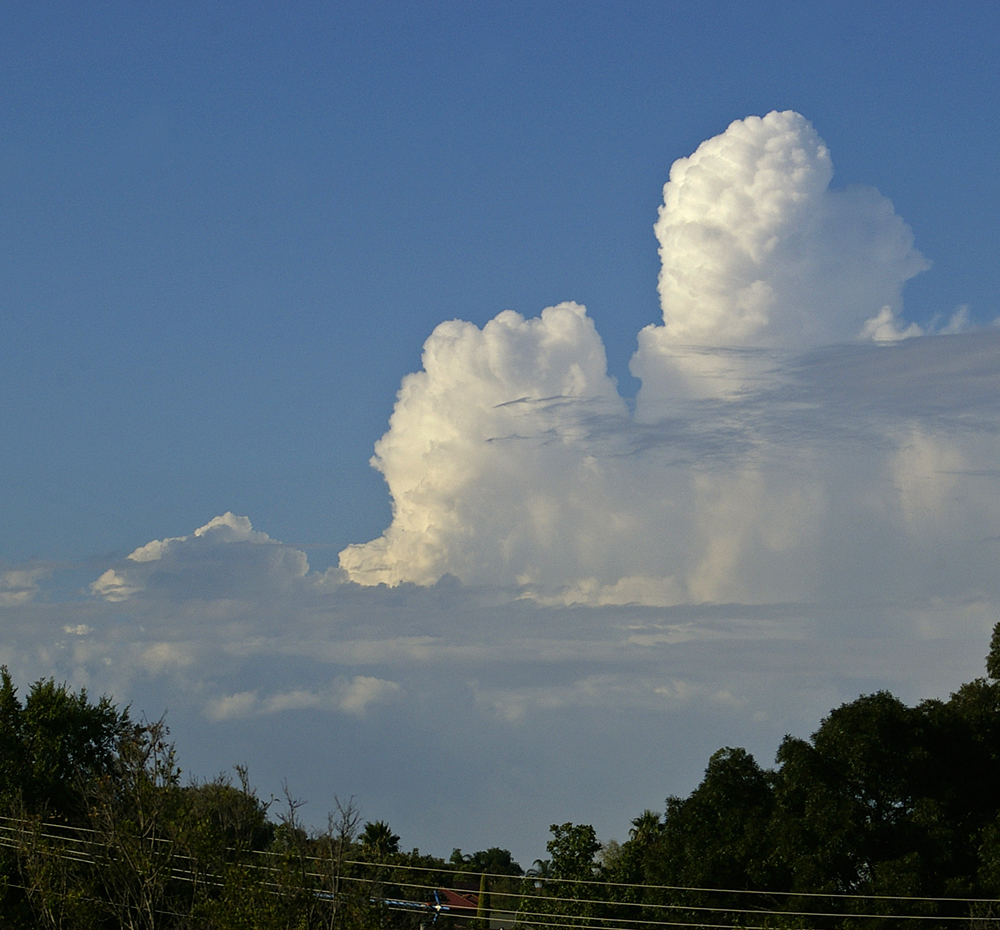
웅대적운을 멀리서 바라본 모습.

웅대적운(雄大積雲, Cumulus congestus cloud) 또는 봉우리적운, 봉우리구름은 상승기류를 보이는 대기의 불안정한 상태 때문에 나타나는 구름이다. 웅대적운은 날카로운 외관을 보이며, 수직으로 발달하는 모습을 보여준다. 웅대적운이 강한 상승기류를 만들기 때문에, 일반적으로 폭이 크며, 구름의 최상부는 6km 정도 되고, 열대 지방에선 더 높다. 중간적운과 차이점은 중간적운은 뇌우랑 소나기가 없지만 웅대적운은 뇌우랑 소나기를 동반할 수 있다. 최대8-9km까지 발달한다. 빙정이 많고 적란운처럼 전기를 일으킬 빙정도 풍부하다. 웅대적운은 보통 중간정도의 높이에서 평평하게 보이는 적운이 발달해 형성되거나, 고적운의 탑상운, 층적운의 탑상운에서 형성될 수 있다. 웅대적운은 충분히 불안정한 상태의 구름 윗부분이 둥그스름한 적운형에서 확산해 권운으로 변해가는 적란운을 발달시킬 것이다. 이러한 변화는 구름의 위의 부분이 매끄러운 섬유모양, 또는 가는 줄이 있는 모습으로 보일 수 있다. 이 구름 유형은 종종 많은 비와 뇌우를 내린다. 웅대적운의 종류는 오직 적운 종류에 속한다. 마치 뇌우와 우박을 내리는 것은 적란운과 유사하지만 적란운으로 부르기엔 조건이 부족하기 때문에 적운으로 분류하는 것이다.
웅대적운은 편평, 중간적운과 다르며 위에 암시한 바와 같이 적란운처럼 소나기와 천둥, 번개, 우박을 동반할 수 있다. 사실상 모루구름이 없는 적란운이라고 볼 수 있다.

## 같이 보기
- 대기열역학
- 모자구름